# Карвер, Раймонд
Раймонд Карвер (англ. Raymond Carver, 25 мая 1938, Клетскени, Орегон — 2 августа 1988, Порт-Анджелес, Вашингтон) — американский поэт и новеллист, крупнейший мастер англоязычной короткой прозы второй половины XX века.

## Биография
Отец — рабочий на лесопилке, алкоголик, мать — официантка. В 18 лет женился, перепробовал много тяжёлых профессий. В 1959 году учился на курсах писательского мастерства у Джона Гарднера, затем — в Калифорнийском университете в Гумбольдте (англ.), в университете Айовы. Дебютировал рассказом «Чудовищная погода» в 1961 году. После первых публикаций стихов и прозы преподавал в 1970—1980-х годах в различных университетах Америки. Хватался за любую работу, чтобы содержать семью. Стал много пить, несколько раз лечился от алкоголизма. Бросил употреблять алкоголь в 1977 году после тяжёлой мозговой комы. Повторно женился, много писал. Умер от рака лёгких.

## Творчество и признание
Считал себя наследником Хемингуэя, Фолкнера, Чехова, довёл искусство рассказа до предельного минимализма. Крупнейший представитель школы «грязного реализма», лауреат нескольких литературных наград, в том числе премии О. Генри (1983 и 1988), премии журнала «Poetry» (1985). По рассказам создан фильм Роберта Олтмена «Короткие истории» («Short Cuts», 1993). О нём самом снят телевизионный фильм «Писать и оставаться добрым» («To Write and Keep Kind», 1996), написан роман Марка Максвелла «Никсонкарвер» (1998). В фильме 2014 года «Бёрдмэн» постановка пьесы Карвера «О чём мы говорим, когда говорим о любви» идёт фоном, на котором разворачивается драма героя.
На японский язык прозу Карвера перевёл Харуки Мураками. Переводить Карвера довольно непросто, не зная особенностей его стиля. Поэтому можно столкнуться со множеством некорректных переводов, когда редакторы в издательствах приукрашивают простую повествовательную манеру Карвера. В переводами произведений Карвера на русский язык занимаются В. Михайлин и Е. Решетникова.

## Избранная библиография

### Сборники стихов
- Winter Insomnia / Зимняя бессонница (1970)
- At Night The Salmon Move / Лосось выплывает ночью (1976)
- Where Water Comes Together with Other Water / Там, где вода встречается с водой (1985)
- Ultramarin / Ультрамарин (1986)
- A New Path to the Waterfalls / Новая тропа к водопаду (1989)

### Сборники рассказов
- Will You Please Be Quiet, Please? / Вы не будете так добры помолчать? (1976, Национальная книжная премия)
- Furious Seasons / Чудовищная погода (1977)
- What We Talk About When We Talk About Love / О чём мы говорим, когда говорим о любви (1981)
- Cathedral / Собор (1983, номинация на Пулитцеровскую премию)
- Elephant / Слон (1988)

### На русском языке
- Собор. М.: Известия, 1987 (Библиотека журнала «Иностранная литература»).
- Стихи [из разных книг] // Иностранная литература, 2005, № 7.
- Рассказы// Иностранная литература, 2007, № 10, с.3-21
- Если спросишь, где я: Рассказы. М.: Б. С.Г.- ПРЕСС, 2007
- Рассказ «Маленькая радость» (1983)
- Рассказ «Жирный» (1989)
- Некоторые рассказы на сайте «Лавка языков»